# Karl Arndt
Karl Arndt, nemški general in vojaški zdravnik, * 1. april 1889, † 23. januar 1943.

## Življenjepis
Med drugo svetovno vojno je bil sprva divizijski zdravnik 62. pehotne divizije (1939–42), nato pa korpusni zdravnik 51. armadni korpus (1942–43).
23. januarja 1943 je izginil med bitko za Stalingrad.